# Germán Vilella
Germán José Vilella Parra (Torrejón de Ardoz, España, 15 de noviembre de 1964) es un baterista español de música rock. Empezó su carrera en el grupo Piter Pank, la banda de Mercedes Ferrer y Los Rodríguez. También realizó colaboraciones con artistas como Antonio Flores, Luz Casal, Luis Eduardo Aute y Alex y Cristina.
En 2019 se reunieron Calamaro, Rot y Vilella para grabar la canción "Princesa" en homenaje a Joaquín Sabina, que fue el primer tema que el grupo interpretó en 1990. En octubre de 2020 los tres se volvieron a reunir para celebrar el 30.º aniversario de la formación de la banda y la presentación del libro Sol y sombra. Biografía oral de Los Rodríguez, obra de Kike Babas y Kike Turrón, ofreciendo una rueda de prensa junto a los autores de la biografía, en el Palacio de Longoria de Madrid, sede de la SGAE.

## Discografía

### Los Rodríguez
- Buena suerte (1991)
- Disco pirata (Directo 1992)
- Sin documentos (1993)
- Palabras más, palabras menos (1995)
- Hasta luego (Recopilatorio 1996)
- Para no olvidar (Recopilatorio 2002)